# Weidenhüll-Knock
Weidenhüll-Knock ist ein Gemeindeteil der Stadt Pottenstein im Landkreis Bayreuth (Oberfranken, Bayern). Weidenhüll-Knock liegt in der Gemarkung Leienfels.

## Geographie
Der Weiler liegt westlich des Weidenhüller Knöcklein (551 m ü. NHN) an der Staatsstraße 2163, die nach Weidenhüll bei Leienfels (0,9 km nördlich) bzw. nach Leupoldstein zur Bundesstraße 2 verläuft (0,8 km südlich).

## Geschichte
Die Anwesen wurden im 20. Jahrhundert auf dem Gemeindegebiet von Elbersberg angelegt und zählten ursprünglich zu Weidenhüll bei Leienfels, wie aus einer topographischen Karte des Jahres 1941 hervorgeht. Am 1. Januar 2019 erhielten diese Anwesen amtlicherseits den Gemeindeteilnamen „Weidenhüll-Knock“.